# Groningen (pokrajina)
Groningen (nizozemski: Provincie Groningen) je jedna od 12 nizozemskih provincija. Nalazi se na krajnjem sjeveru zemlje.

## Geografija
Provincija Groningen ima površinu od 2968 km² i 596 075 stanovnika (procjena 2023.) Osma je po površini provincija u Nizozemskoj, a prostire se od Waddenskog mora na zapadu do estuarija rijeke Ems i njemačke granice na istoku. Unutar nje leži i zapadnofrizijski otok Rottumeroog, a glavni grad provincije je Groningen. Groningen na zapadu graniči s Frieslandom, a na jugu s Drentheom. Provincijom teku brojne rijeke kratkog toka i kanali Ems, Hoen, Reit i Winschoten.
Pješčani greben Hondsrug proteže se od visoravni Drenthe do grada Groningena. Sjeverni dio provincije je ravan, a tlo se sastoji od morske pjeskovite ilovače, osobito kod estuarija koji su obrađivani još u srednjem vijeku i poldera koji su kasnije građeni uz sjevernu obalu. Zbog toga je Groningen bogata poljoprivredna regija u kojoj se proizvodi pšenica, ječam, zob, krumpir, šećerna repa, uljana repica i hrana za stoku (naročito kod Ommelandena oko Groningena). Osim pješčanih otoka u regiji Westerwolde, jugoistočni dio provincije bio je sve do kraja 16. stoljeća jedna velika vriština. Isušivanje i transformacija pješčanog podzemlja gnojenjem pretvorilo je i taj kraj u poljoprivrednu regiju znanu kao Groninger Veenkolonien. Baruštine duž njemačke granice dugo su se tretirale kao prirodna granica i tako je kraj ostao u svom prvobitnom stanju sve do druge polovice 19. stoljeća, kada je i on obrađivan. Poljoprivreda u ovoj regiji je specijalizirana za raž, zob i krumpir, te za industriju škroba, a taj tip poljoprivrede usvojile su i susjedne regije Westerwolde i Woldstreek. Intenzivni uzgoj proizvodi velike količine slame koje se koriste u lokalnim tvornicama za izradu iverica. Jugozapadni dio provincije (južni Westerkwartier) ima uglavnom pjeskovito tlo koje omogućava mješovitu ratarsku proizvodnju i stočarstvo. Provincija Groningen poznata je po uzgoju konja i konjičkom sportu koji je omiljena aktivnost bogatijih stanovnika.

## Povijest
Rana povijest ove provincije je prije svega niz neprekidnih sukoba između grada Groningena i okolnih komuna poznatih kao Ommelanden. Iako je Groningen vrlo rano stekao dominantnu poziciju u regiji, sukobi su se i nadalje nastavili. Ommelanden se pridružio Utrechtskoj uniji 1579. i pobuni protiv španjolske vlasti, dok je grad Groningen ostao vjeran španjolskoj kruni. Tek nakon 1594. ta su dva rivala ujedinjena u jedan entitet, ali je sve do francuske okupacije Ommelanden zadržao svoju vladu, ponekad i vlastitu vojsku, tako da su praktički tek 1795. ujedinjene u jednu provinciju.

## Gospodarstvo i gradska središta
Groningen je jedino veće gradsko središte koje ima brojne industrijske pogone. Kako se najveće polje zemnog plina u Nizozemskoj nalazi u sjevernom i središnjem dijelu provincije Veenkolonienu, on je i industrijski najrazvijeniji. Tu se nalaze brojni mlinovi brodogradilišta, kemijska industrija, industrija elektronike, papira i kartonske ambalaže, metalnih konstrukcija i tekstila. Na sjeveru provincije smješteno je nekoliko šećerana i tvornica za preradu mlijeka. Tu je i velika morska luka Delfzijl koja je kanalom Ems povezana s Groningenom. Delfzijl ima razvijenu kemijsku industriju i Aluminium Delfzijl, veliki pogon za preradu aluminija. Jedino veće gradsko središte provincije kojeg još vrijedi spomenuti je Winschoten koji je značajan trgovački centar za taj dio provincije.

## Vanjske poveznice
- Službene stranice provincije (nizoz.)
- Groningen na portalu Encyclopædia Britannica (engl.)